# Новомиколаївка (Вознесенський район)
Новомикола́ївка — село в Україні, у Веселинівській селищній громаді Вознесенського району Миколаївської області. Населення становить 46 осіб. До 2016 року орган місцевого самоврядування — Токарівська селищна рада.

## Населення

### Мова
Розподіл населення за рідною мовою за даними перепису 2001 року:
| Мова       | Кількість | Відсоток |
| ---------- | --------- | -------- |
| українська | 43        | 93.48%   |
| російська  | 3         | 6.52%    |
| Усього     | 46        | 100%     |

## Географія
Селом тече Балка Грецька.